# Îlet à Malheur
Îlet à Malheur est un petit village des Hauts de l'île de La Réunion, département d'outre-mer français dans le sud-ouest de l'océan Indien. Situé sur le territoire communal de La Possession, il constitue l'un des îlets du cirque naturel de Mafate, au nord de celui-ci. Inaccessible par la route, il peut être atteint à pied via un sentier de grande randonnée appelé GR R2 courant entre Îlet à Bourse au sud-sud-ouest et Aurère au nord-nord-ouest.

## Origines
L' îlet porte ce nom à la suite d'un affrontement qui eut lieu là en 1829. En effet, les détachements de Blancs commandés par M. Guichard découvrirent dans le cirque de Mafate un campement à l’ombre de deux crêtes et massacrèrent la quarantaine de fuyards qui y vivaient en autarcie complète : le lieu en a gardé le souvenir et s’appelle Ilet-à-Malheur.

## Démographie
En 2001, d'après l'Agence pour l'observation de La Réunion, l'aménagement et l'habitat, la pression démographique et touristique pesant sur l'îlet était modérée.